# La reina soy yo
La reina soy yo est une telenovela mexicaine diffusée du 13 mai 2019 au 30 août 2019 sur Univision aux États-Unis et depuis le 26 août 2019 sur Las Estrellas au Mexique.

## Synopsis
La série raconte la vie de Yamelí, une femme magnifique avec un grand talent pour la composition musicale, qui, après avoir été trahie par l'homme qu'elle aime, est injustement condamnée. En prison, elle donne naissance à un fils qui lui est enlevé et elle pense qu'il est mort. En prison, elle est également victime d'une agression et est déclarée morte, une situation dans laquelle la DEA profite pour lui donner une nouvelle identité et l'infiltrer dans une organisation criminelle. Avec sa nouvelle identité, Lari Andrade, un important producteur de musique, Yamelí commencera à se venger de ceux qui ont ruiné sa vie.

## Distribution
- Michelle Renaud : Yamelí Montoya
  - Renata Vaca : Yamelí Montoya (jeune)
- Lambda García : Carlos Cruz "Charlie Flow"
- Mane de la Parra : Juan José "Juanjo" Meza
  - David Caro Levy : Juan José "Juanjo" Meza (jeune)
- Polo Morín : Carlos Cruz "Charlie Flow" (jeune) / Erick Cruz Montoya
- Arleth Terán : Ligia Martínez de Cruz
- Gloria Stálina : Diana Granados de Cruz
- Pakey Vázquez : Ramón Cruz "Monchis"
- Rodrigo Magaña
- Adria Morales
- Renata Manterola
- Pierre Louis como Axel
- Andrés de la Mora
- Sergio Gutiérrez
- Briggitte Beltrán
- Harding Jr.
- María Gonllegos
- Arturo Peniche : Don Edgar
- Brandon Peniche : Alberto Cantú
- Marcelo Córdoba : Jack del Castillo

## Diffusion
- Univision (2019)
- Las Estrellas (2019)
- Shahid VIP (VOD) (2019)
- MBC4 (2019)
- MBC Persia (2020)
- MBC Masr 2 (2020)
- MBC Masr (2020)
- MBC Max (2020)
- MBC+ Variety (2020)
- Mix One (2025)
- Drama Alwan

## Version Originale
- La reina del flow (Caracol Televisión, 2018)

### Sources
- (es) Cet article est partiellement ou en totalité issu de l’article de Wikipédia en espagnol intitulé « La reina soy yo » (voir la liste des auteurs).